# Groupe d'intervention de la Gendarmerie nationale
Il Groupe d'intervention de la Gendarmerie nationale (GIGN) è un'unità d'elite della Gendarmeria nazionale francese specializzata in azioni antiterrorismo, nella liberazione di ostaggi e in operazioni speciali.
Il GIGN ha la sua base operativa nel quartiere di Satory a Versailles ed il centro di istruzione e addestramento al campo di Frileuse a Beynes. Per partecipare alla selezione occorre già essere gendarme ed avere meno di 32 anni.

## Storia
Il GIGN è stato fondato nel marzo 1974 in seguito al massacro alle olimpiadi di Monaco. Creato inizialmente come un'unità tattica relativamente piccola, specializzata in situazioni di liberazione ostaggi sensibili, da allora è cresciuto fino a diventare una forza di quasi 400 unità,  con responsabilità e capacità espanse. L'unità ha guadagnato notorietà in tutto il mondo a seguito di un suo assalto riuscito al Volo Air France 8969, dirottato all'aeroporto di Marsiglia Marignane nel dicembre 1994. Dal 2007 svolge anche operazioni militari tipiche delle forze speciali.

## Organizzazione

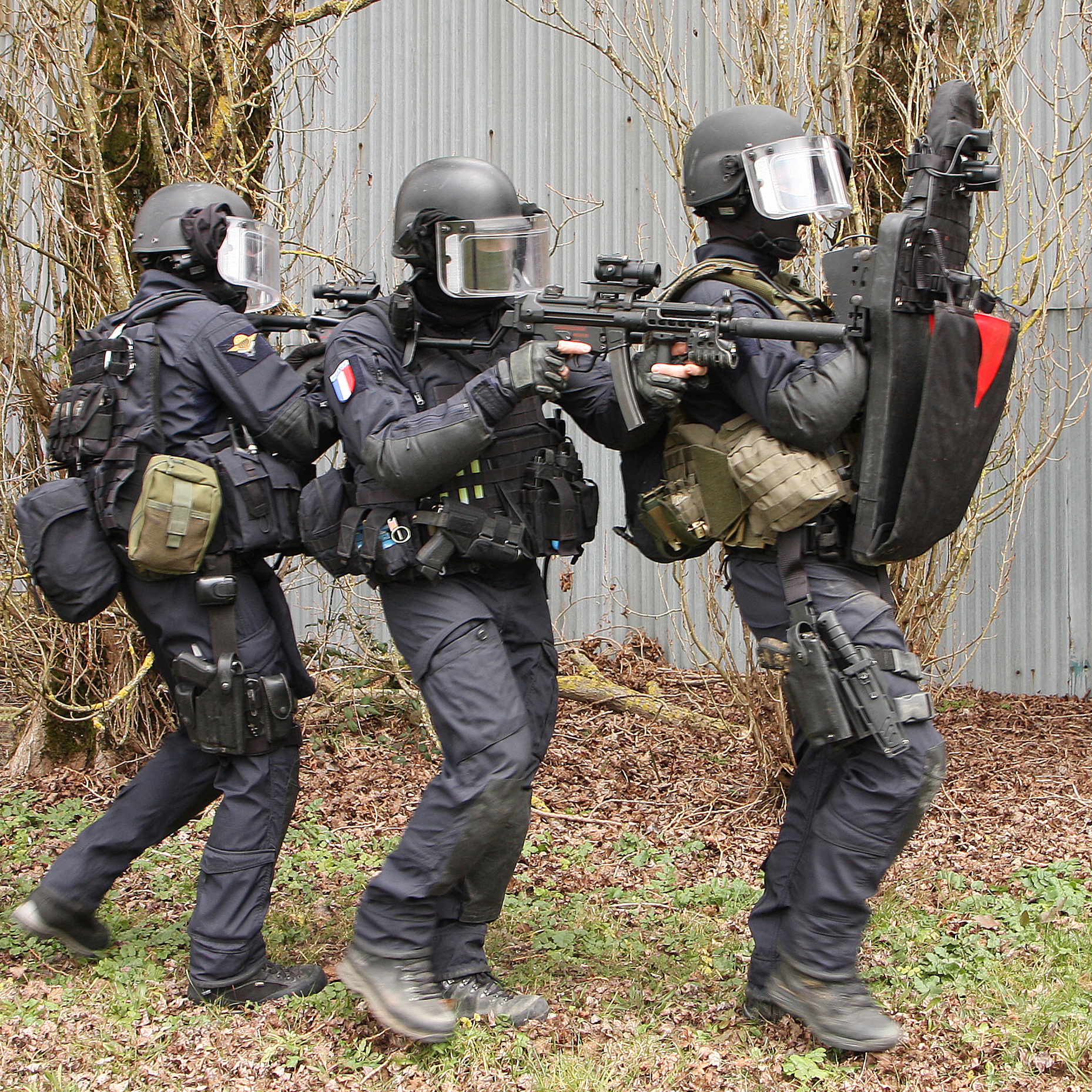
GIGN in addestramento nel 2016

Dopo il 1º settembre 2007 il reparto ha subito una profonda riorganizzazione.
Il «nuovo» GIGN raggruppa, sotto lo stesso nome, la totalità degli uomini del vecchio Groupement de sécurité et d'intervention de la gendarmerie nationale, il raggruppamento sicurezza e intervento della Gendarmeria:
- Esso è composto da quattro forze operative:
  1. la Force Intervention (già GIGN),
  2. la Force Observation Recherche (vecchio gruppo di osservazioni-ricerche de l'Escadron parachutiste d'intervention de la Gendarmerie nationale),
  3. la Force Sécurité Protection (che raggruppa i membri della sezione di sicurezza e protezione de l'Escadron parachutiste d'intervention de la Gendarmerie nationale e del personale del distaccamento gendarmeria del Groupe de sécurité de la présidence de la République);
  4. la Force Appui Opérationnel, comprendente mezzi e competenze necessarie ad altre forze:
    - sezione mezzi speciali
    - sezione cinofila
    - cellula d'assalto
    - cellule ouverture fine
    - cellula d'effrazione
    - cellula tiratori scelti
    - cellula tecnica di adattamento operazionale;
- Oltre alla Force Formation, che si occupa della formazione degli uomini del reparto.

Queste forze sono dirette da due stati maggiori:
1. l'État-major Opérationnel (EMOPS)
2. l'État-major d'Administration et de Soutien

Gli effettivi totali erano di 420 uomini nel 2010, contro i 380 del 2008.